# Брег об Бистрици
Брег об Бистрици (словен. Breg ob Bistrici) је насељено место у општини Тржич, Горењска регија, Словенија.

## Историја
До територијалне реорганизације у Словенији био је у саставу старе општине Тржич.

## Становништво
У попису становништва из 2011. године, Брег об Бистрици је имао 69 становника.
| Број становника према пописима | Број становника према пописима | Број становника према пописима |
| ------------------------------ | ------------------------------ | ------------------------------ |
| 1991                           | 2002                           | 2011                           |
| 57                             | 57                             | 69                             |

Напомена: До 1953. исказивано под именом Брег.